# قاسم الصفر
في الجبر التجريدي، عنصر a من حلقة ما، غير منعدم (أي غير مساو للصفر) يُدعى قاسما يساريا للصفر (بالإنجليزية: left zero divisor)‏ إذا وجد عنصر x ما من هذه الحلقة حيث : a x = 0. وبتعبير آخر، يُقال عن حلقة ما أنها تحتوي على قواسم للصفر تختلف عن الصفر، إذا كان التطبيق الذي يربط  x ب a x غير تبايني.
وبنفس الشكل، يسمى عنصر b من حلقة ما، غير منعدم (أي غير مساو للصفر) قاسما يمينيا للصفر (بالإنجليزية: right zero divisor)‏ إذا وجد عنصر x ما من هذه الحلقة حيث :  xb = 0.

## أمثلة
- ليس لحلقة الأعداد الصحيحة Z قواسم للصفر. ولكن في الحلقة Z/4Z، العدد 2 هو قاسم للصفر لأن 2 × 2 = 4 = 0. يرجع وجود قواسم للصفر في هذا المثال إلى كون العدد 4 غير أولي.

## أمثلة مضادة
ليس لحلقة الأعداد الصحيحة بتردد عدد أولي ما، قواسم للصفر مختلفة عن الصفر. كل عنصر مختلف عن الصفر في هذه الحلقة هو وحدة. هذه الحلقة حقل.